# فلزنوشته‌های پارسی میانه
تعدادی از جام‌های نقرهٔ ساسانی، دارای نوشته‌های کوتاهی به خط پهلوی است. خط به کار رفته در این جام‌ها، غالباً خط متصل است که مانند اثر سوزن نقش شده‌است. گرچه گاهگاهی خط پهلوی منفصل (کتیبه‌ای) نیز به همین شیوه در این آثار به کار رفته‌است. این نوشته‌ها مشتمل بر نام صاحب جام و پدر او و وزن آن است. در این نوشته‌ها غالباً عنوانی برای صاحبان آن ذکر نمی‌شود و این خود شاید دلیلی بر این باشد که این جام‌ها در اصل متعلق به بزرگان دولت ساسانی بوده و بعدها، به دست اشخاص پایین مرتبه افتاده و این نوشته‌ها به دستور آنان حک شده‌است. فقط در بعضی از آن‌ها لقب سپهبد دیده می‌شود که لقب حکمرانان طبرستان در سده‌های نخستین اسلامی بوده‌است. بنابراین بیشتر این نوشته‌ها از دوره‌های متأخر احتمالاً اوایل دورهٔ اسلامی است. 